# Симон Милчић
Симон Милчић (Горња Купиновица, код Лесковца, 26. август 1937 − Ниш, 22. децембар 2016) био je српски новинар и књижевник.

## Биографија
Време од 1944. године до 1957. године провео је у старатељским домовима за децу без родитеља у Србији и иностранству, у Бугарској, у Варни. Одрастао је у Енглеском дому у Нишу, граду у коме је потом завршио основну и средњу текстилну школу. Врло рано је почео да пише – прву причу објавио је 1956. године, као средњошколац, у „Гласу омладине“.  
По завршетку средње школе запошљава се као уредник омладинске трибине при Дому младих у Нишу, потом је библиотекар у Народној библиотеци „Стеван Сремац“, а од 1968. новинар је „Листа младих“, да би се 1971. године запослио као новинар „Народних новина“ у којима је провео цео радни век. Своје новинарско ангажовање везао је за Ниш и његову прошлост. Био је jедан од најбољих познавалаца старога Ниша и његових житеља. О томе је оставио низ репотажа, сећања, записа и фељтона.
Писао песме, приче и фељтоне. Објављивао их је највише у нишким гласилима – Гласу омладине, Народним новинама, Омладинским новинама, Гледиштима и Градини. У првом броју часописа „Сигнализам“, који је покренуо Мирољуб Тодоровић, објавио је сигналистичку поезију. За филм „Кошава“ написао је сонг  који је компоновао Арсен Дедић. Заступљен је у антологијама нишке поезије.  Објавио је књигу „Енглески дом, кућа наде и љубави“, 2009. године, као и фељтон о песнику Вељку Видаковићу и низ записа „Из старог Ниша“.